# Natação nos Jogos Olímpicos de Verão de 2012 - 400 m medley masculino

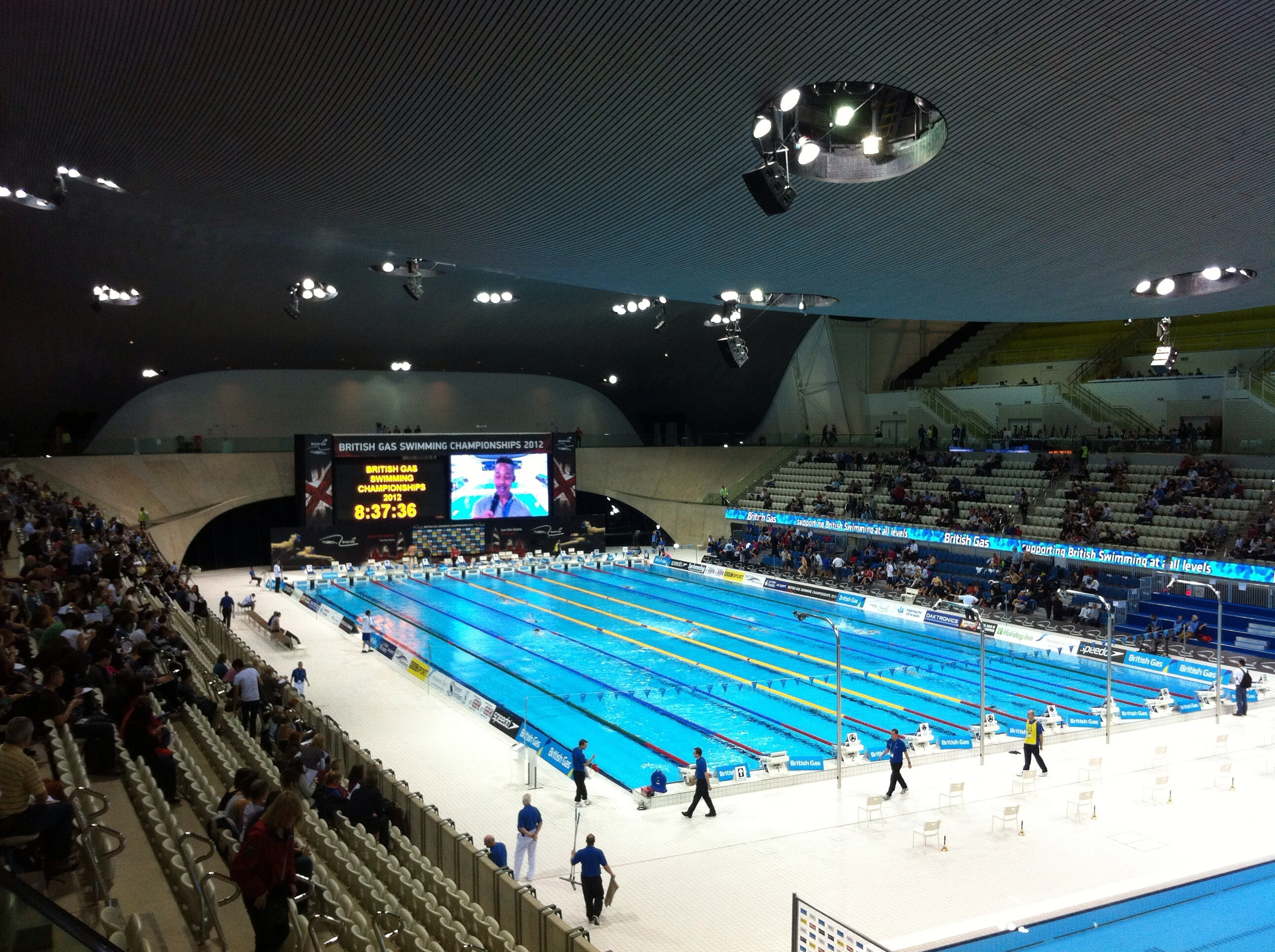
Centro Aquático de Londres, local onde a competição foi realizada

A competição dos 400 metros medley masculino da natação nos Jogos Olímpicos de Verão de 2012 foi disputada no dia 28 de julho no Centro Aquático de Londres.

## Medalhistas
| Ouro   | USA Ryan Lochte    |
| Prata  | BRA Thiago Pereira |
| Bronze | JPN Kosuke Hagino  |

## Recordes
Antes desta competição, os recordes mundiais e olímpicos da prova eram os seguintes:
| Tipo | Atleta         | Tempo   | Local  | Data                 |
| ---- | -------------- | ------- | ------ | -------------------- |
|      | Michael Phelps | 4:03.84 | Pequim | 10 de agosto de 2008 |
|      | Michael Phelps | 4:03.84 | Pequim | 10 de agosto de 2008 |

## Resultados

### Eliminatórias
| Pos. | Elim. | Raia | Nadador              | CON                        | Tempo   | Notas            |
| ---- | ----- | ---- | -------------------- | -------------------------- | ------- | ---------------- |
| 1    | 3     | 4    | Kosuke Hagino        | JPN Japão                  | 4:10.01 | Q,               |
| 2    | 5     | 2    | Chad le Clos         | RSA África do Sul          | 4:12.24 | Q,               |
| 3    | 5     | 4    | Ryan Lochte          | USA Estados Unidos         | 4:12.35 | Q                |
| 4    | 3     | 6    | Thiago Pereira       | BRA Brasil                 | 4:12.39 | Q                |
| 5    | 5     | 3    | Thomas Fraser-Holmes | AUS Austrália              | 4:12.66 | Q                |
| 6    | 5     | 6    | Luca Marin           | ITA Itália                 | 4:13.02 | Q                |
| 7    | 5     | 5    | Yuya Horihata        | JPN Japão                  | 4:13.09 | Q                |
| 8    | 4     | 4    | Michael Phelps       | USA Estados Unidos         | 4:13.33 | Q                |
| 9    | 4     | 5    | László Cseh          | HUN Hungria                | 4:13.40 |                  |
| 10   | 3     | 1    | Gal Nevo             | ISR Israel                 | 4:14.77 |                  |
| 11   | 4     | 2    | Yannick Lebherz      | GER Alemanha               | 4:15.41 |                  |
| 12   | 3     | 3    | Yang Zhixian         | CHN China                  | 4:15.45 |                  |
| 13   | 4     | 6    | Roberto Pavoni       | GBR Grã-Bretanha           | 4:15.56 |                  |
| 14   | 4     | 3    | Wang Chengxiang      | CHN China                  | 4:15.57 |                  |
| 15   | 4     | 1    | Maksym Shemberev     | UKR Ucrânia                | 4:16.63 |                  |
| 16   | 2     | 4    | Ward Bauwens         | BEL Bélgica                | 4:16.71 | Recorde nacional |
| 17   | 4     | 7    | Ioannis Drymonakos   | GRE Grécia                 | 4:17.04 |                  |
| 18   | 2     | 6    | Raphaël Stacchiotti  | LUX Luxemburgo             | 4:17.20 | Recorde nacional |
| 19   | 5     | 1    | Riaan Schoeman       | RSA África do Sul          | 4:17.22 |                  |
| 19   | 5     | 7    | Federico Turrini     | ITA Itália                 | 4:17.22 |                  |
| 21   | 3     | 7    | Alexander Tikhonov   | RUS Rússia                 | 4:18.12 |                  |
| 22   | 3     | 5    | Dávid Verrasztó      | HUN Hungria                | 4:18.31 |                  |
| 23   | 4     | 8    | Alec Page            | CAN Canadá                 | 4:19.17 |                  |
| 24   | 3     | 2    | Joe Roebuck          | GBR Grã-Bretanha           | 4:20.24 |                  |
| 25   | 1     | 5    | Bradley Ally         | BAR Barbados               | 4:21.32 |                  |
| 26   | 2     | 2    | Yury Suvorau         | BLR Bielorrússia           | 4:23.06 | Recorde nacional |
| 26   | 2     | 5    | Diogo Carvalho       | POR Portugal               | 4:23.06 |                  |
| 28   | 2     | 3    | Jung Won-Yong        | KOR Coreia do Sul          | 4:23.12 |                  |
| 29   | 2     | 1    | Esteban Enderica     | ECU Equador                | 4:24.32 | Recorde nacional |
| 30   | 2     | 8    | Pedro Pinotes        | ANG Angola                 | 4:24.69 |                  |
| 31   | 1     | 4    | Anton Sveinn McKee   | ISL Islândia               | 4:25.06 | Recorde nacional |
| 32   | 5     | 8    | Daniel Tranter       | AUS Austrália              | 4:25.76 |                  |
| 33   | 2     | 7    | Quah Zheng Wen       | SIN Singapura              | 4:26.81 |                  |
| 34   | 1     | 6    | Marko Blaževski      | MKD República da Macedônia | 4:32.38 |                  |
| 35   | 1     | 3    | Rafael Alfaro        | ESA El Salvador            | 4:35.80 |                  |
| 36   | 1     | 2    | Ahmed Atari          | QAT Catar                  | 5:21.30 |                  |
| 037  | 3     | 8    | Taki M'Rabet         | TUN Tunísia                | DSQ     |                  |

### Final
| Pos.              | Raia | Nadador              | CON                | Tempo   | Notas                 |
| ----------------- | ---- | -------------------- | ------------------ | ------- | --------------------- |
| Medalha de ouro   | 3    | Ryan Lochte          | USA Estados Unidos | 4:05.18 |                       |
| Medalha de prata  | 6    | Thiago Pereira       | BRA Brasil         | 4:08.86 | Recorde sul-americano |
| Medalha de bronze | 4    | Kosuke Hagino        | JPN Japão          | 4:08.94 | Recorde asiático      |
| 4                 | 8    | Michael Phelps       | USA Estados Unidos | 4:09.28 |                       |
| 5                 | 5    | Chad le Clos         | RSA África do Sul  | 4:12.42 |                       |
| 6                 | 1    | Yuya Horihata        | JPN Japão          | 4:13.30 |                       |
| 7                 | 2    | Thomas Fraser-Holmes | AUS Austrália      | 4:13.49 |                       |
| 8                 | 7    | Luca Marin           | ITA Itália         | 4:14.89 |                       |

Legenda
| Recorde mundial      | Recorde mundial (World record)               |                       | Recorde africano                      | Recorde africano (African) |                                           | Q | Classificado por posição (Qualified) |
| Recorde olímpico     | Recorde olímpico (Olympic record)            | Recorde da América    | Recorde da América (Americas)         | q                          | Classificado por melhor tempo (Qualified) |   |                                      |
| Melhor marca do ano  | Melhor marca do ano (World leading)          | Recorde asiático      | Recorde asiático (Asian)              | DNS                        | Não largou (Did not start)                |   |                                      |
| Recorde nacional     | Recorde nacional (National record)           | Recorde europeu       | Recorde europeu (European)            | DNF                        | Não terminou (Did not finish)             |   |                                      |
| Recorde pessoal      | Recorde pessoal do atleta (Personal best)    | Recorde da Oceania    | Recorde da Oceania (Oceania)          | DSQ / DQ                   | Desclassificado (Disqualified)            |   |                                      |
| Recorde da temporada | Recorde da temporada do atleta (Season best) | Recorde sul-americano | Recorde sul-americano (South America) | NM                         | Sem marca (No mark)                       |   |                                      |